# Heðin á Lakjuni
Heðin á Lakjuni (Klaksvík, 19 febbraio 1978) è un ex calciatore faroese, di ruolo attaccante.